# Анна Каренина (фильм, 2012)
«Анна Каренина» (англ. Anna Karenina) — британская мелодрама режиссёра Джо Райта, снятая по мотивам одноимённого романа Льва Толстого. Мировая премьера фильма состоялась 7 сентября 2012 года.
Картина получила премии «Оскар» и BAFTA за «Лучший дизайн костюмов», а также номинировалась на «Оскар» в категориях «Лучшая музыка», «Лучшая операторская работа» и «Лучшая работа художника-постановщика».

## Сюжет
История о трагичной любви замужней дамы Анны Карениной к молодому офицеру графу Вронскому на фоне любви и счастливой семейной жизни Константина Левина и Кити Щербацкой.
Фильм отличает подчеркнутая театральность декораций и активное музыкальное сопровождение.

## В ролях
| Актёр                | Роль                            |
| -------------------- | ------------------------------- |
| Кира Найтли          | Анна Каренина                   |
| Джуд Лоу             | Алексей Каренин, муж Анны       |
| Аарон Тейлор-Джонсон | Алексей Вронский, любовник Анны |
| Мэттью Макфейден     | Стива Облонский, брат Анны      |
| Келли Макдональд     | Долли Облонская, жена Стивы     |
| Эмили Уотсон         | графиня Лидия Ивановна          |
| Мишель Докери        | княгиня Мягкая                  |
| Оливия Уильямс       | графиня Вронская, мать Алексея  |
| Холлидей Грейнджер   | баронесса                       |
| Рут Уилсон           | Бетси Тверская, подруга Анны    |
| Александра Роуч      | Мария Нордстон, подруга Кити    |
| Донал Глисон         | Константин Левин                |
| Алисия Викандер      | Кити Щербацкая                  |
| Билл Скарсгард       | капитан Махотин                 |
| Эрос Влахос          | Борис                           |
| Рафаэль Персонна     | Александр                       |
| Танништа Чаттерджи   | Маша                            |
| Эмеральд Феннел      | Лиза Меркалова, подруга Бетси   |
| Джуд Монк Макгоуэн   | Тушкевич, любовник Бетси        |
| Кара Делевинь        | княжна Сорокина                 |
| Люк Ньюберри         | Василий Лукич                   |

## Прокат
Фильм вышел в прокат в Кувейте, Германии и Португалии 6 декабря 2012 года, в Гонконге, России и Словении — 10 января 2013 года, в Болгарии и ЮАР — 1 февраля 2013 года, в Бразилии — 15 марта 2013 года.

## Критика
Фильм получил от кинокритиков в большей степени положительные отзывы. На сайте Rotten Tomatoes рейтинг составляет 63 % при средней оценке 6,5/10.
Журнал «Профиль» назвал картину «красивой, динамичной зарисовкой по мотивам романа Льва Толстого», — и «не экранизацией большого романа, а сбивчивым и неточным, „на троечку“, пересказом избранных сцен».

## Награды и номинации
| Награды и номинации             | Награды и номинации                    | Награды и номинации        | Награды и номинации | Награды и номинации |
| Награда                         | Категория                              | Номинант                   | Результат           |                     |
| ------------------------------- | -------------------------------------- | -------------------------- | ------------------- | ------------------- |
| BAFTA                           | «Лучший британский фильм»              |                            | Номинация           |                     |
| BAFTA                           | «Лучшая музыка к фильму»               | Дарио Марианелли           | Номинация           |                     |
| BAFTA                           | «Лучшая операторская работа»           | Шеймас Макгарви            | Номинация           |                     |
| BAFTA                           | «Лучший грим и укладка волос»          | Айвана Приморак            | Номинация           |                     |
| BAFTA                           | «Лучший дизайн костюмов»               | Жаклин Дюрран              | Победа              |                     |
| BAFTA                           | «Лучшая работа художника-постановщика» | Сара Гринвуд, Кэти Спенсер | Номинация           |                     |
| «Золотой глобус»                | «Лучшая музыка к фильму»               | Дарио Марианелли           | Номинация           |                     |
| «Оскар»                         | «Лучшая музыка»                        | Дарио Марианелли           | Номинация           |                     |
| «Оскар»                         | «Лучшая операторская работа»           | Шеймас Макгарви            | Номинация           |                     |
| «Оскар»                         | «Лучшая работа художника-постановщика» | Сара Гринвуд, Кэти Спенсер | Номинация           |                     |
| «Оскар»                         | «Лучший дизайн костюмов»               | Жаклин Дюрран              | Победа              |                     |
| Премия Европейской киноакадемии | «Лучшая мужская роль»                  | Джуд Лоу                   | Номинация           |                     |
| Премия Европейской киноакадемии | «Лучшая женская роль»                  | Кира Найтли                | Номинация           |                     |
| Премия Европейской киноакадемии | «Лучший сценарий»                      | Том Стоппард               | Номинация           |                     |
| Премия Европейской киноакадемии | «Лучшая работа художника-постановщика» | Сара Гринвуд               | Победа              |                     |
| «Сатурн»                        | «Лучшая музыка»                        | Дарио Марианелли           | Номинация           |                     |
| «Сатурн»                        | «Лучшая работа художника-постановщика» | Сара Гринвуд, Кэти Спенсер | Номинация           |                     |
| «Сатурн»                        | «Лучший дизайн костюмов»               | Жаклин Дюрран              | Номинация           |                     |
| «Сатурн»                        | «Лучший международный фильм»           |                            | Номинация           |                     |
| «Давид ди Донателло»            | «Лучший европейский фильм»             | Джо Райт                   | Номинация           |                     |
| «Империя»                       | «Лучший мужской дебют»                 | Донал Глисон               | Номинация           |                     |
| «Империя»                       | «Лучший женский дебют»                 | Алисия Викандер            | Номинация           |                     |